# وادي نشية
وادي نشية هو واد في سراة بلاد بلقرن في محافظة بلقرن تسيل مياهه من شفا آل سلمة ويخترق قرى آل مجمل حتى يلتقي مع وادي الحصباء ثم ينتهي في وادي ترج ثم وادي بيشة.